# Commission de délimitation des circonscriptions électorales du Grand Nord
La Commission de délimitation des circonscriptions électorales du Grand Nord est une commission indépendante du gouvernement de l'Ontario au Canada mise en place par la Loi de la représentation électorale, 2015. L'objectif de la commission est de proposer des recommandations pour la création de nouvelles circonscriptions électorales provinciales dans le Nord de l'Ontario.
Dans son rapport final, la commission recommande la création de deux nouvelles circonscriptions de Kiiwetinoong et Mushkegowuk—Baie James à partir des territoires des circonscriptions de Kenora—Rainy River et Timmins—Baie James. Ainsi, la commission souhaite une meilleure représentation des communautés des Premières Nations établies sur ce territoire.
Le 24 octobre 2017, les recommandations de la commission sont approuvées par l'Assemblée législative de l'Ontario avec l'adoption de la Representation Statute Law Amendment Act, 2017 .
Ces circonscriptions apparaissent donc avec les Élections générales ontariennes de 2018.